# 브라질의 마천루 목록

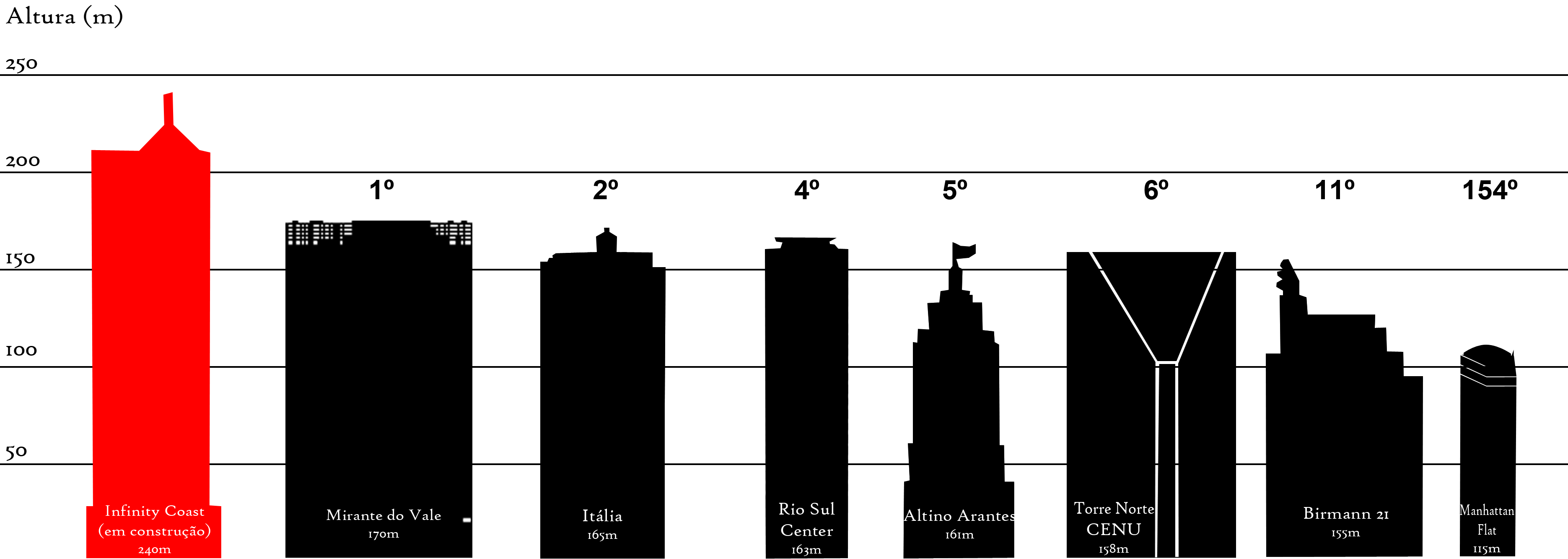

브라질의 마천루 목록은 높이에 따라 브라질 마천루의 순위를 매긴다. 브라질에서 가장 높은 건물의 대부분은 상파울루에 위치해 있으며, 이는 상파울루에서 가장 큰 금융 및 주거 중심지다. 이 건물의 대다수는 주거용이다.
발네아리오 캄보류에 있는 밀레니엄 팰리스 레지던스는 209 미터의 에픽 타워를 능가할 때까지 브라질에서 가장 높은 마천루이다.
브라질의 첫 번째 마천루는 1929년에 완공된 상파울루의 마르티넬리 빌딩이었다.

## 가장 높은 마천루

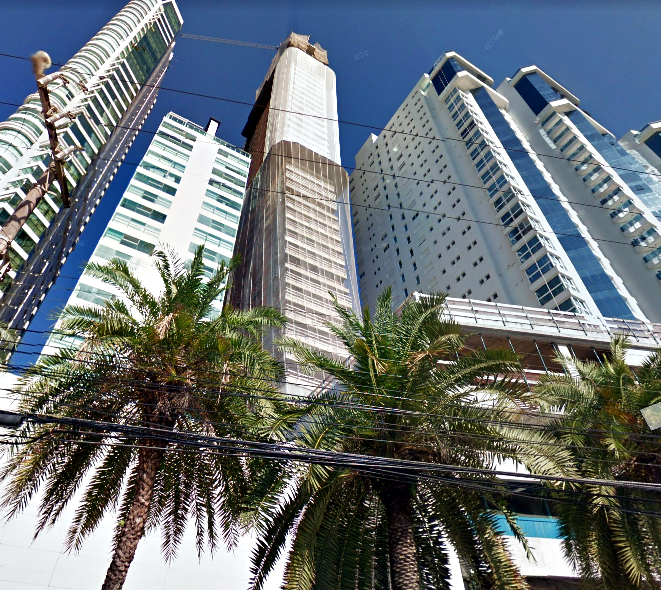
발네아리오 캄보류의 에픽 타워

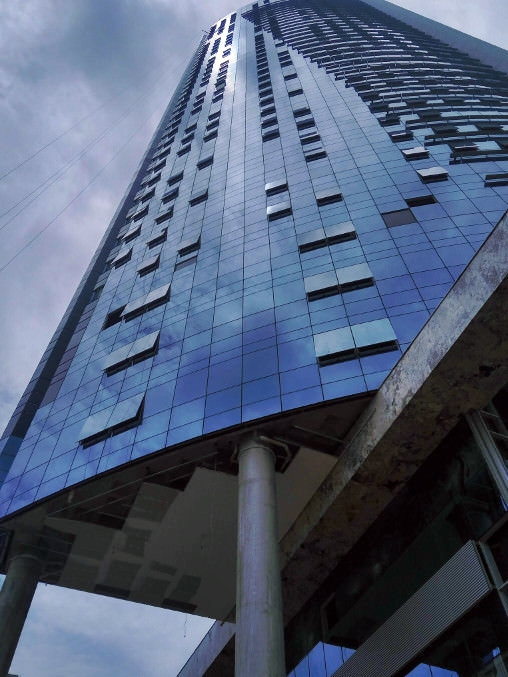
고이아스주의 오리온 콤플렉스

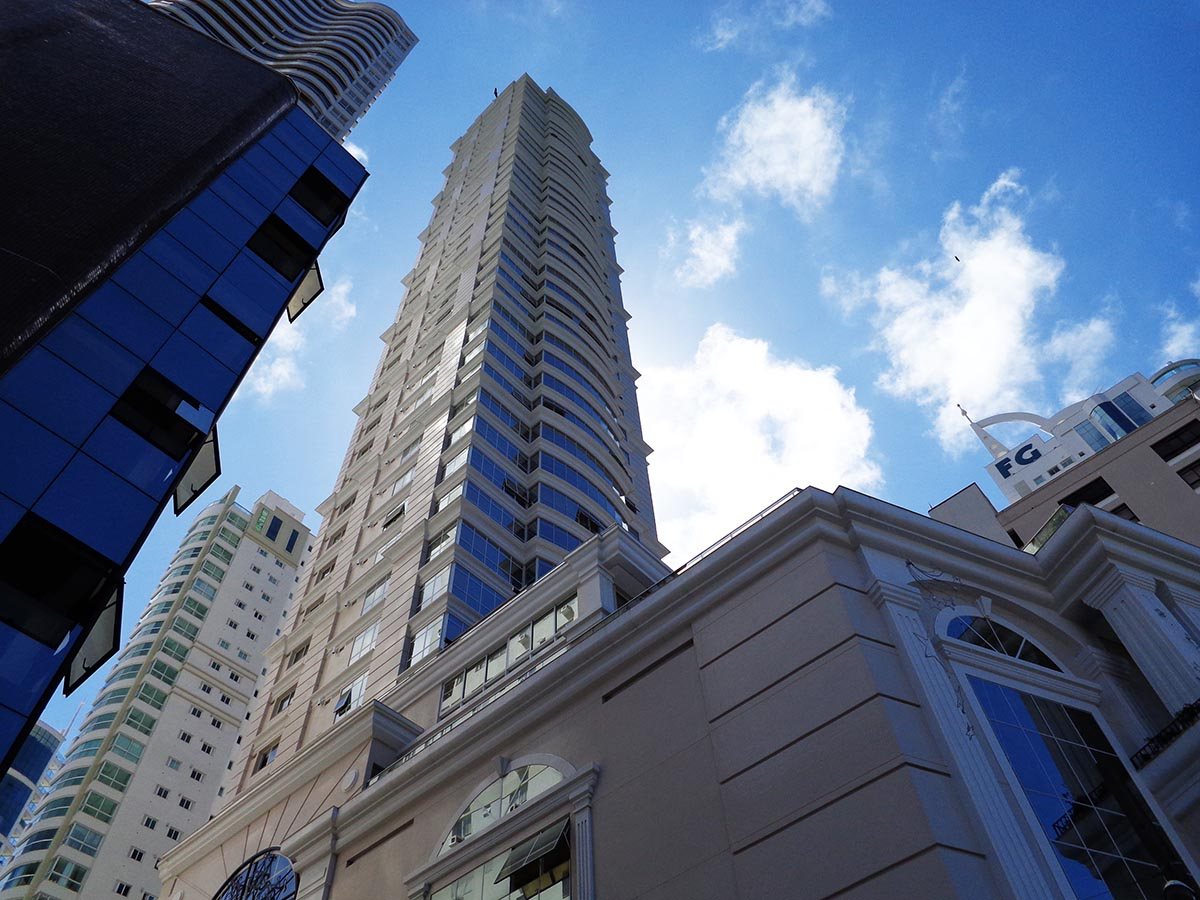
발네아리오 캄보류의 밀레니엄 팰리스

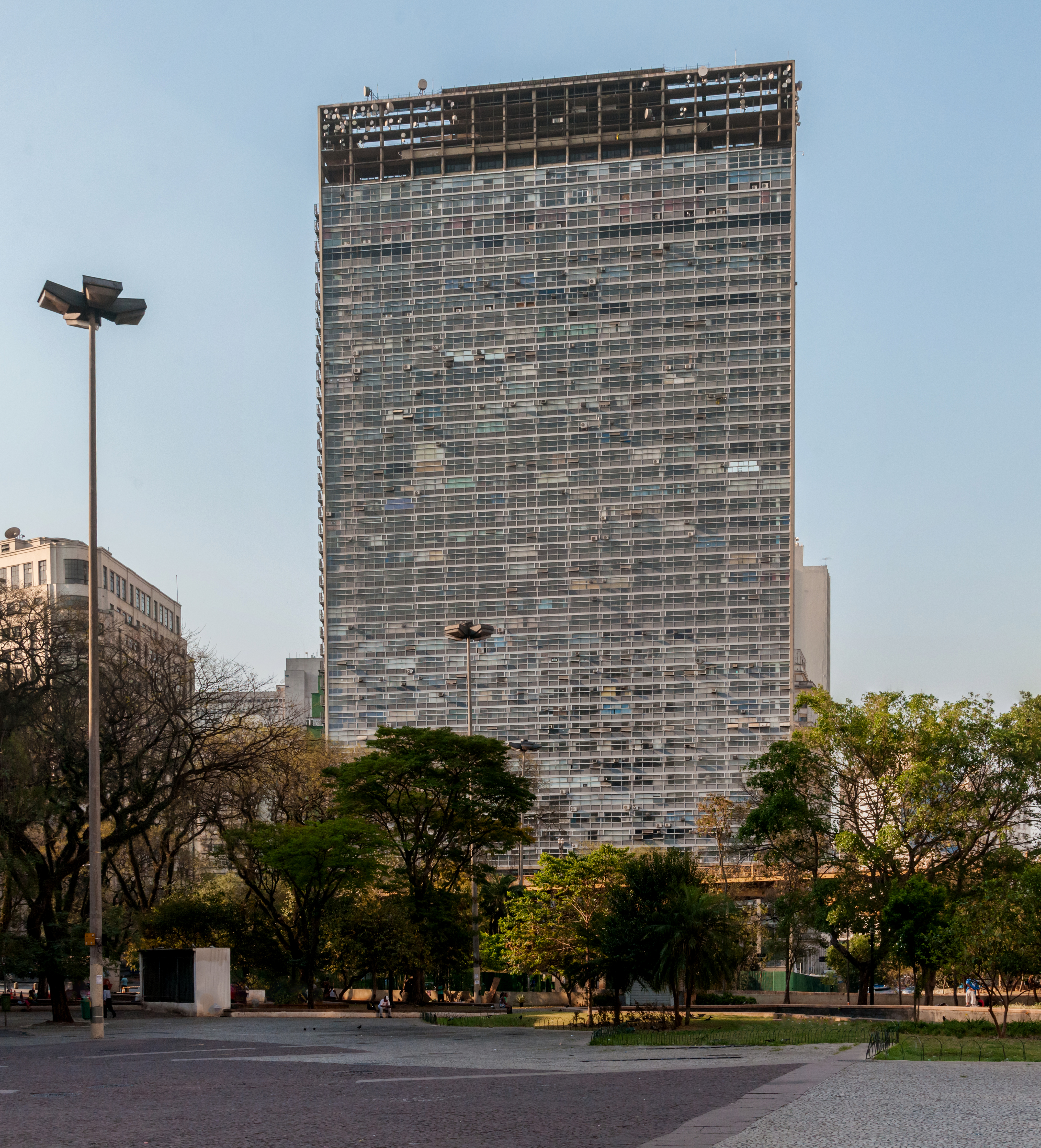
상파울루의 미란치 두 발리

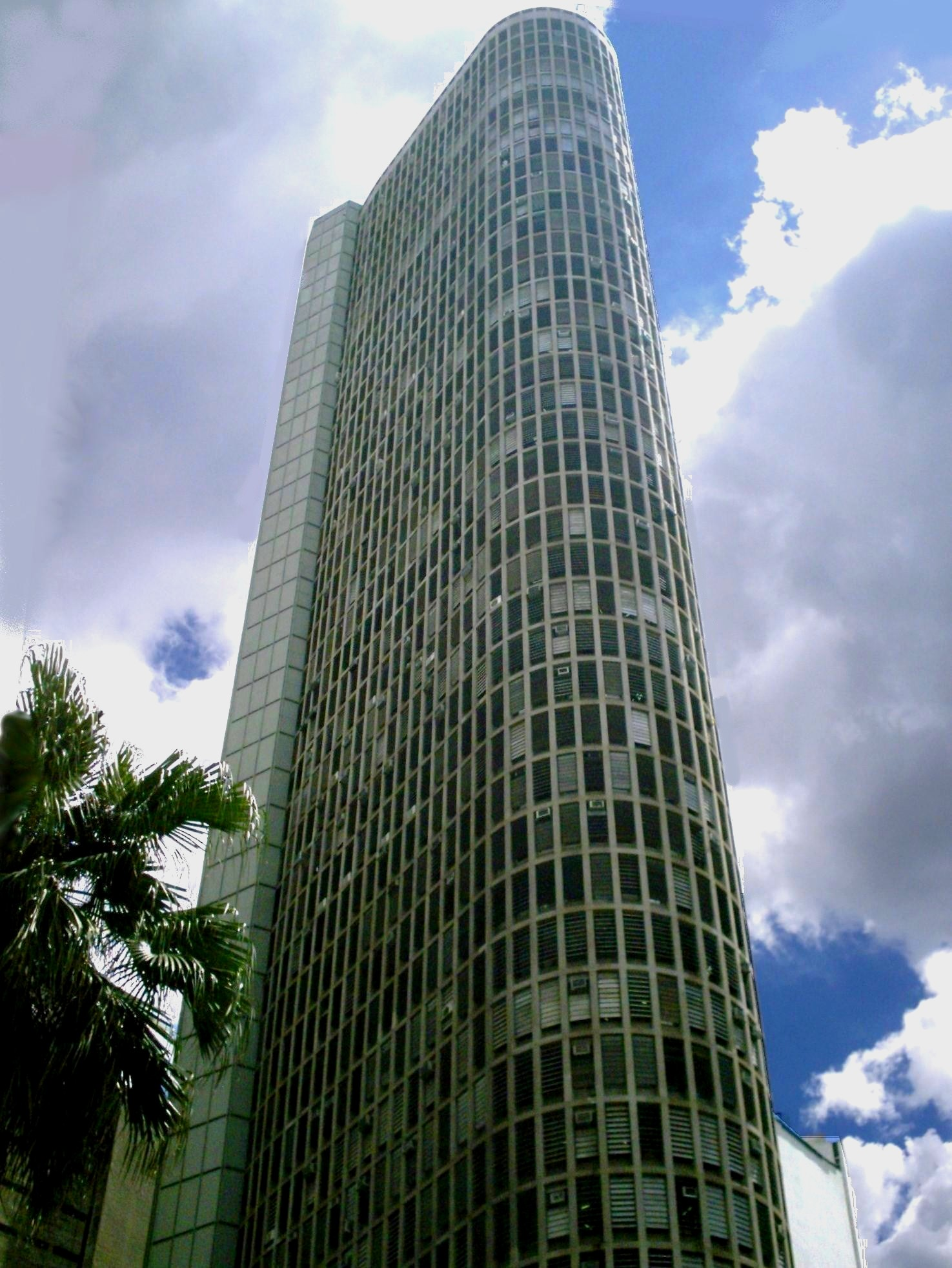
상파울루의 이탈리아 빌딩

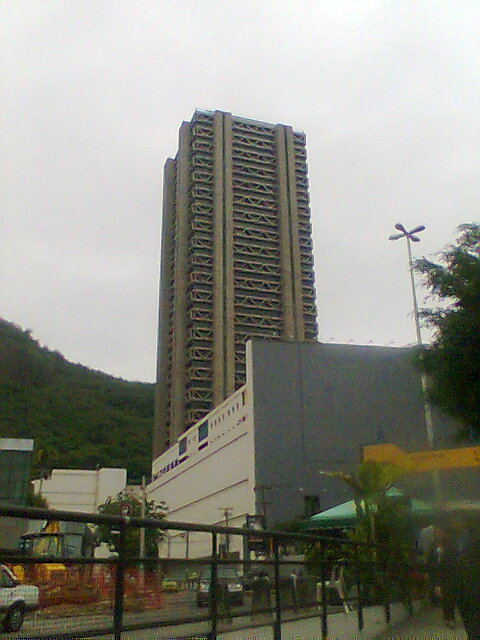
리우데자네이루의 리우 술 센터

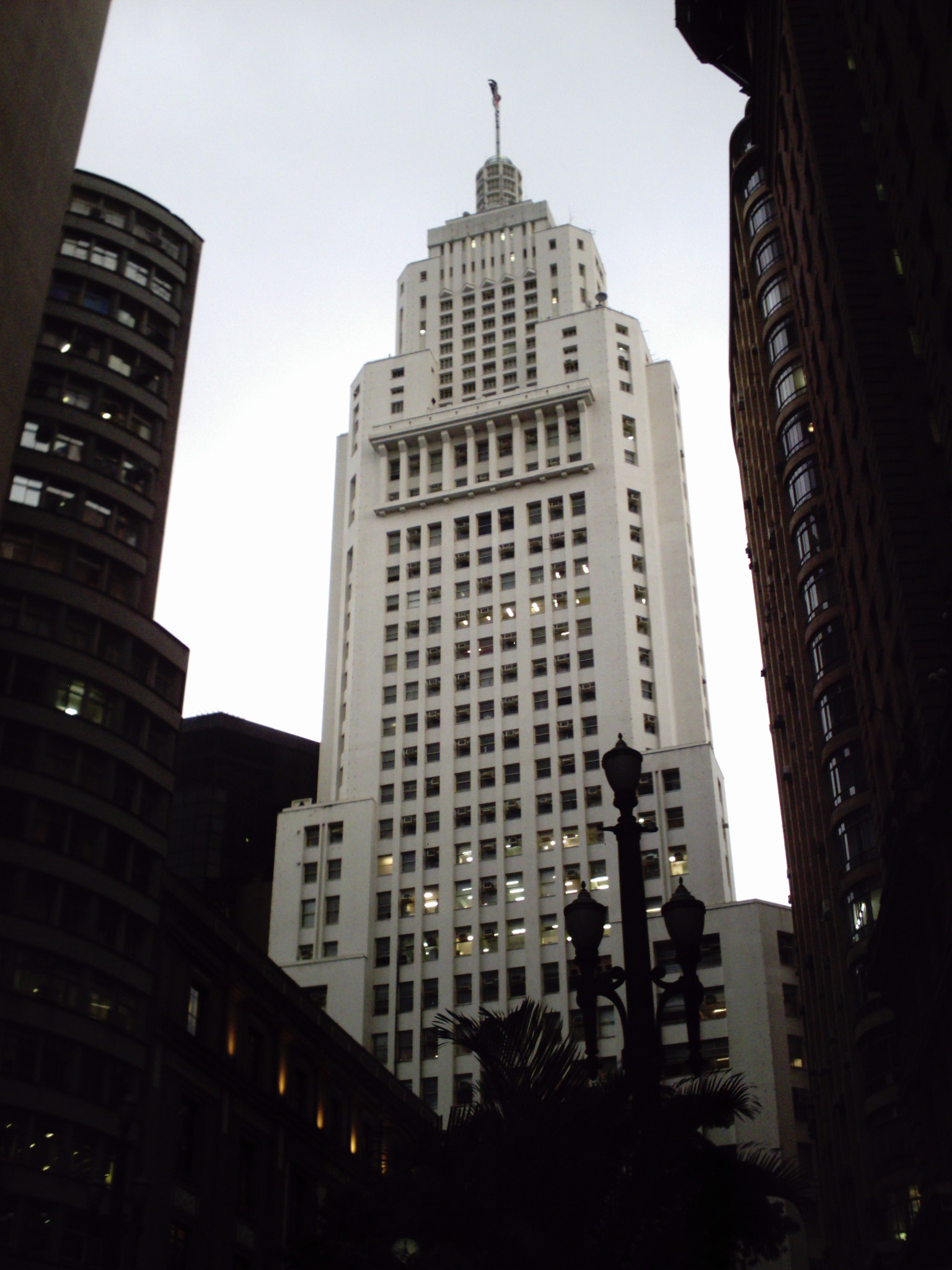
상파울루의 알티노아란테스 빌딩

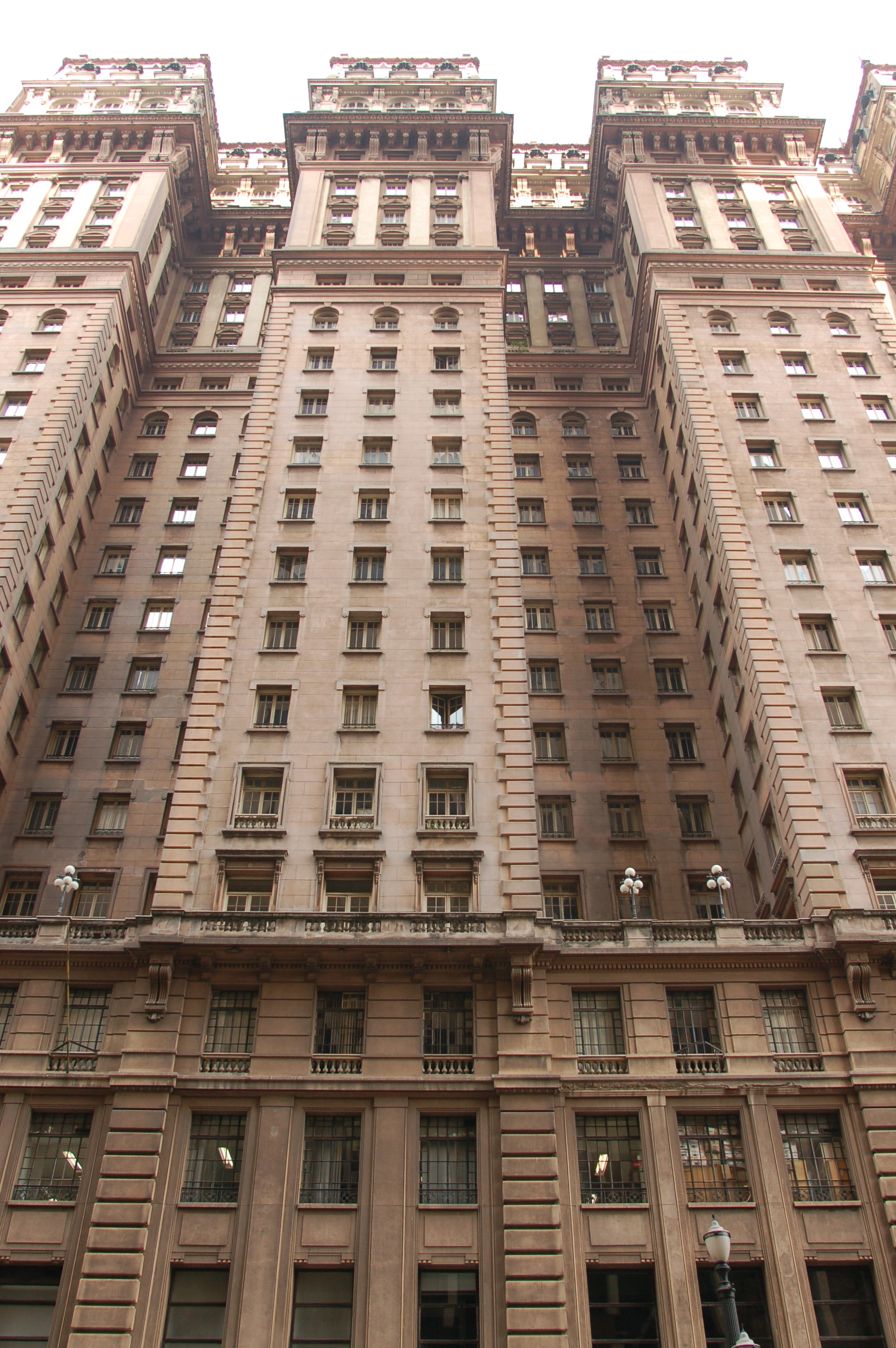
마티넬리 빌딩, 최초의 브라질 마천루

| 순위 | 이름                        | 도시              | 주                   | 높이 (m) | 층수 | 완공 연도 |
| ---- | --------------------------- | ----------------- | -------------------- | -------- | ---- | --------- |
| 1    | 에픽 타워                   | 발네아리오 캄보류 | 산타카타리나주       | 209      | 55   | 2018      |
| 2    | 오리온 콤플렉스             | 고이아니아        | 고이아스주           | 191      | 50   | 2018      |
| 3    | 투어 제네바                 | 주앙페소아        | 파라이바주           | 182      | 52   | 2018      |
| 4    | 밀레니엄 팰리스             | 발네아리오 캄보류 | 산타카타리나주       | 177      | 46   | 2014      |
| 5    | 레지덴시얼 리에주           | 주앙페소아        | 파라이바 주          | 177      | 54   | 2018      |
| 6    | 미란치 두 발리              | 상파울루          | 상파울루 주          | 170      | 51   | 1960      |
| 7    | 이탈리아 빌딩               | 상파울루          | 상파울루 주          | 165      | 46   | 1965      |
| 8    | 리우 술 센터                | 리우데자네이루    | 리우데자네이루주     | 163      | 40   | 1980      |
| 9    | 아우치누 아란치스 빌딩      | 상파울루          | 상파울루 주          | 161      | 36   | 1947      |
| 10   | 빌라 세레나 토레 A          | 발네아리오 캄보류 | 산타카타리나 주      | 159      | 49   | 2012      |
| 11   | 빌라 세레나 토레 B          | 발네아리오 캄보류 | 산타카타리나 주      | 159      | 49   | 2012      |
| 12   | 토레 노르테                 | 상파울루          | 상파울루 주          | 158      | 38   | 1999      |
| 13   | 베고니아스                  | 상파울루          | 상파울루 주          | 158      | 41   | 2008      |
| 14   | 자부티카베라스              | 상파울루          | 상파울루 주          | 158      | 41   | 2008      |
| 15   | 마그놀리아스                | 상파울루          | 상파울루 주          | 158      | 41   | 2008      |
| 16   | 레서다                      | 상파울루          | 상파울루 주          | 158      | 41   | 2008      |
| 17   | 지니어스                    | 상파울루          | 상파울루 주          | 158      | 41   | 2008      |
| 18   | 아이페스                    | 상파울루          | 상파울루 주          | 158      | 41   | 2008      |
| 19   | 리마토스                    | 상파울루          | 상파울루 주          | 158      | 41   | 2011      |
| 20   | 맨션 마르가리다 코스타 핀토 | 사우바도르        | 바이아주             | 154      | 43   | 2001      |
| 21   | 센트로 칸디도 멘데스        | 리우데자네이루    | 리우데자네이루 주    | 154      | 43   | 1978      |
| 22   | 오션 팰리스                 | 발네아리오 캄보류 | 산타카타리나 주      | 153      | 42   | 2012      |
| 23   | 유니버스 라이프 스퀘어      | 쿠리치바          | 파라나 주            | 153      | 43   | 2014      |
| 24   | 레지덴시얼 알프레도 볼피    | 주앙페소아        | 파라이바 주          | 152      | 47   | 2016      |
| 25   | 벤츄라 코퍼레이트 타워      | 리우데자네이루    | 리우데자네이루 주    | 151      | 34   | 2010      |
| 26   | 베르가모 빌딩               | 쿠리치바          | 파라나 주            | 151      | 42   | 2001      |
| 27   | 비르만 21                   | 상파울루          | 상파울루 주          | 149      | 24   | 1996      |
| 28   | E 타워                      | 상파울루          | 상파울루 주          | 149      | 39   | 2005      |
| 29   | 프리미어 비전               | 고이아니아        | 고이아스주           | 148      | 44   | 2013      |
| 30   | 웨스트 사이드               | 바루에리          | 상파울루             | 147      | 37   | 2005      |
| 31   | 메이슨 헤리티지             | 론드리나          | 파라나 주            | 146      | 40   | 2014      |
| 32   | 105 릴리오 가마 스트리트    | 리우데자네이루    | 리우데자네이루 주    | 146      | 40   | 1980      |
| 33   | 콩데 페레이라 카네이로 빌딩 | 리우데자네이루    | 리우데자네이루 주    | 133      | 43   | 1976      |
| 34   | 프라이아 두 솔              | 발네아리오 캄보류 | 산타카타리나 주      | 145      | 38   | 2002      |
| 35   | 세데 두 뱅크보스톤          | 상파울루          | 상파울루 주          | 145      | 35   | 2002      |
| 36   | 반코 두 브라질 빌딩         | 상파울루          | 상파울루 주          | 143      | 24   | 1955      |
| 37   | 엘도라도 비즈니스 타워      | 상파울루          | 상파울루 주          | 141      | 36   | 2007      |
| 38   | 카나리우                    | 상파울루          | 상파울루 주          | 141      | 40   | 2009      |
| 39   | 인함부                      | 상파울루          | 상파울루 주          | 141      | 40   | 2009      |
| 40   | 산투스 뒤몽 빌딩            | 리우데자네이루    | 리우데자네이루 주    | 141      | 45   | 1975      |
| 41   | 로얄 가든                   | 마링가            | 파라나 주            | 140      | 39   | 1991      |
| 42   | 플라자 센테나리오           | 상파울루          | 상파울루 주          | 139      | 34   | 1995      |
| 43   | 리네누 데 파울라 마차도     | 리우데자네이루    | 리우데자네이루 주    | 138      | 34   | 1980      |
| 44   | 주앙 올림피오 필리호        | 나타우            | 히우그란지두노르치주 | 138      | 43   | 2009      |
| 45   | 에볼루션 코퍼레이트         | 쿠리치바          | 파라나 주            | 137      | 34   | 2004      |
| 46   | 만다린                      | 상파울루          | 상파울루 주          | 137      | 42   | 2006      |
| 47   | 더블유토레 상파울루         | 상파울루          | 상파울루주           | 136      | 34   | 2009      |
| 48   | 문도 플라자 엠프레사리얼    | 사우바도르        | 바이아주             | 136      | 41   | 2010      |
| 49   | 피어 마우시오 데 나소       | 헤시피            | 페르남부쿠주         | 135      | 41   | 2008      |
| 50   | 피어 두아르테 코엘류        | 헤시피            | 페르남부쿠주         | 135      | 41   | 2008      |
| 51   | 프레데리코 보켈             | 리우데자네이루    | 리우데자네이루 주    | 134      | 37   | 1970      |
| 52   | 바라오 데 이과삐            | 상파울루          | 상파울루 주          | 133      | 37   | 1959      |
| 53   | 프레구에시아 데 카사 포테   | 헤시피            | 페르남부쿠주         | 131      | 42   | 2007      |
| 54   | 세크로 프론틴               | 리우데자네이루    | 리우데자네이루 주    | 131      | 40   | 1983      |
| 55   | 테라 브라실리스             | 헤시피            | 페르남부쿠주         | 130      | 44   | 2005      |
| 56   | 이피랑가 165                | 상파울루          | 상파울루 주          | 130      | 36   | 1968      |
| 57   | 반코 센트럴 두 브라질       | 리우데자네이루    | 리우데자네이루 주    | 130      | 25   | 1984      |
| 58   | 빌딩 샴파냐                 | 쿠리치바          | 파라나 주            | 130      | 37   | 1995      |
| 59   | 그란데 상파울루             | 상파울루          | 상파울루 주          | 130      | 36   | 1971      |

## 같이 보기
- 남아메리카의 마천루 목록